# يقمر أصفر المنقار
يقمر أصفر المنقار (الاسم العلمي: Galbula albirostris)، هو نوع من الطيور يتبع جنس اليقمر ضمن فصيلة اليقمريات من رتبة نقاريات الشكل. توجد في البرازيل وكولومبيا وغويانا الفرنسية وغيانا وسورينام وفنزويلا.